# Villasalto
Villasalto (en sardo: Biddesartu) es un municipio de Italia de 1.353 habitantes en la provincia de Cerdeña del Sur, región de Cerdeña. Está situado a 40 km al noreste de Cagliari.
De la época nurágica se conservan varios nuragas en el territorio. Entre los lugares de interés destaca la iglesia de San Michele Arcangelo (San Miguel Arcángel), construida en el año 1600, y situada en el centro del casco antiguo de la localidad.

## Evolución demográfica
| Gráfica de evolución demográfica de Villasalto entre 1861 y 2001 |
|                                                                  |
| Fuente ISTAT - Elaboración gráfica de Wikipedia                  |